# 吴岩峻
吴岩峻（1961年11月—），男，汉族，宁夏盐池人，中华人民共和国政治人物，曾任中共三亚市委副书记、市长，现任海南省政协副主席、党组成员。